# Nestares
Nestares est une commune de la communauté autonome de La Rioja, en Espagne.

## Démographie
| 1900 | 1910 | 1920 | 1930 | 1940 | 1950 | 1960 | 1970 | 1981 |
| ---- | ---- | ---- | ---- | ---- | ---- | ---- | ---- | ---- |
| 158  | 149  | 184  | 165  | 144  | 131  | 118  | 41   | 34   |

| 1991 | 2001 | 2010 | - | - | - | - | - | - |
| ---- | ---- | ---- | - | - | - | - | - | - |
| 49   | 73   | 77   | - | - | - | - | - | - |

## Administration

### Conseil municipal
La ville de Nestares comptait 84 habitants aux élections municipales du 26 mai 2019. Son conseil municipal (en espagnol : Pleno del Ayuntamiento) se compose donc de 3 élus.
| Parti | Parti                                    | Voix | %       | Élus  |
| ----- | ---------------------------------------- | ---- | ------- | ----- |
|       | Parti populaire (PP)                     | 47   | 75,81 % | 3 / 3 |
|       | Parti socialiste ouvrier espagnol (PSOE) | 14   | 22,58 % | 0 / 3 |
|       | Partido Riojano (PR+)                    | 1    | 1,61 %  | 0 / 3 |

### Liste des maires
| Mandat    | Maire | Maire                            | Parti |
| --------- | ----- | -------------------------------- | ----- |
| 1979-1983 |       | Aurelio Quintana Marín           | UCD   |
| 1983-1987 |       | Aurelio Quintana Marín           | AP    |
| 1987-1991 |       | José Manuel Herreros Pérez       | AP    |
| 1991-1995 |       | Manuel Quintana Solo de Zaldivar | PP    |
| 1995-1999 |       | Francisco Javier Hurtado Justo   | PSOE  |
| 1999-2003 |       | Francisco Javier Hurtado Justo   | PSOE  |
| 2003-2007 |       | Francisco Javier Hurtado Justo   | PSOE  |
| 2007-2011 |       | Francisco Javier Hurtado Justo   | PSOE  |
| 2011-2015 |       | Francisco Javier Hurtado Justo   | PSOE  |
| 2015-2019 |       | Francisco Javier Hurtado Justo   | PSOE  |
| 2019-2023 |       | Francisco Javier Hurtado Justo   | PP    |